# 레오니트 타라넨코
레오니트 아르카데비치 타라넨코(러시아어: Леонид Аркадьевич Тараненко, 벨라루스어: Леанід Аркадзьевіч Тараненка 레아니트 아르카데예비치 타라넨카, 1956년 6월 13일 ~ )는 벨라루스의 역도 선수로, 소련을 대표하였다. 1988년 그가 세운 266 kg의 세계 기록은 무게급의 재구성으로 인하여 더 이상 공식적 세계 기록이 아니라도 아직도 경연에서 가장 큰 무게로 남아있다.

## 역도 경력
민스크 우라드자이 VSS에서 훈련한 타라넨코는 1980년 모스크바 올림픽에 참가하여 110 kg 부문에서 금메달을 획득하였다. 그는 소련의 보이콧 때문에 1984년 로스앤젤레스 올림픽에 출전하지 못했다.
이후, 타라넨코는 최중량급 부문으로 전향하였다.
소련의 붕괴 후에 타라넨코는 1992년 바르셀로나 올림픽에서 독립 국가 연합을 대표하여 총 425.0 kg의 최중량급 부문에서 은메달을 땄다.

## 참조
- IWRP Profile